# Example (chanteur)
Pour les articles homonymes, voir Example.
 (avril 2014).
Si vous disposez d'ouvrages ou d'articles de référence ou si vous connaissez des sites web de qualité traitant du thème abordé ici, merci de compléter l'article en donnant les références utiles à sa vérifiabilité et en les liant à la section « Notes et références ».
Elliot John Gleave, plus connu sous le pseudonyme Example (prononcé en anglais : /ɪɡˈzæm.pəl, -ˈzɑːm-/,), né le 20 juin 1982, est un chanteur et rappeur britannique. Son nom de scène vient de ses initiales E.G, abréviation latine de exempli gratia qui signifie « par exemple ».

## Biographie
Gleave naît le 20 juin 1982 et grandit à Fulham, un quartier de Londres. Il a une sœur plus jeune, qui se prénomme Elise.
Ses  influences sont le rap, l'électro et la pop d'origine anglaise. Il se démarque en 2009 avec le morceau Watch the sun come up qui le place numéro 1 des charts en Angleterre.
C'est avec le single Won't Go Quietly sorti en 2010 et qui se place sixième des ventes de singles en Grande-Bretagne qu'il se fait connaitre en France. La chanson titre du single fut choisie comme générique de l'émission de télé-réalité française Dilemme, diffusée sur W9 en 2010. Il s'est longtemps produit dans les boites de nuit britanniques, mais privilégie désormais les concerts en salles à travers de nombreux pays.

## Vie privée
Il est marié depuis le 18 mai 2013 à l'actrice, model et ancienne Miss Australie Erin McNaught (en). Ils s'étaient fiancés en novembre 2012 après un an de relation. Il est également le neveu du footballeur Tony Grealish. Le 21 décembre 2014, Erin Gleave donne naissance à leur premier enfant Evander Maxwell.
Dans une interview en 2012, accordée au journal britannique The Guardian, il révèle avoir un syndrome d'Asperger, un TDAH (trouble déficitaire de l’attention avec hyperactivité) et des TOC (troubles obsessionnels compulsifs).

## Discographie

### Albums
- 2007 : What We Made
- 2010 : Won't Go Quietly
- 2011 : Playing In The Shadows
- 2012 : The Evolution Of Man
- 2014 : Live Life Living
- 2018 : Bangers & Ballads

### Mixtapes
- 2006 : We Didn't Invent the Remix
- 2008 : What We Almost Made
- 2009 : The Credit Munch
- 2010 : The Big Dog Blog Mix [avec Wire]

### Singles
| Année | Single                                | Classement  | Classement | Classement | Album                  |
| Année | Single                                | Royaume-Uni | Irlande    | France     | Album                  |
| ----- | ------------------------------------- | ----------- | ---------- | ---------- | ---------------------- |
| 2006  | What We Made                          | —           | —          | —          | What We Made           |
| 2007  | You Can't Rap                         | —           | —          | —          | What We Made           |
| 2007  | I Don't Want To                       | —           | —          | —          | What We Made           |
| 2007  | So Many Roads                         | —           | —          | —          | What We Made           |
| 2007  | Me & Mandy                            | —           | —          | —          | What We Made           |
| 2009  | Hooligans (avec Don Diablo)           | —           | —          | —          | Won't Go Quietly       |
| 2009  | Watch the Sun Come Up                 | 19          | —          | —          | Won't Go Quietly       |
| 2010  | Won't Go Quietly                      | 6           | 36         | 11         | Won't Go Quietly       |
| 2010  | Kickstarts                            | 3           | 8          | —          | Won't Go Quietly       |
| 2010  | Last Ones Standing                    | 27          | —          | —          | Won't Go Quietly       |
| 2010  | Two Lives                             | 84          | —          | —          | Won't Go Quietly       |
| 2011  | Changed the Way You Kiss Me           | 1           | —          | —          | Playing In The Shadows |
| 2011  | Stay Awake                            | 1           | —          | —          | Playing In The Shadows |
| 2011  | Natural Disaster (avec Laidback Luke) | 37          | —          | —          | Playing In The Shadows |
| 2011  | Midnight Run                          | 30          | —          | —          | Playing In The Shadows |
| 2012  | Say Nothing                           | 2           | —          | —          | The Evolution Of Man   |
| 2012  | Close Enemies                         | —           | —          | —          | The Evolution Of Man   |